# Jeff Dunham
Jeffrey "Jeff" Dunham (Dallas, 18. travnja 1962.), američki je glumac.

## Vanjske poveznice
- Jeff Dunham na IMDB-u